# Skif
Skif là loại súng phóng tên lửa chống tăng dẫn đường tầm xa do Ukraina và Belarus cùng hợp tác phát triển, hai nơi thiết kế hệ thống là Cục thiết kế nhà nước Luch ở Kiev và tập đoàn Peleng tại Minsk. Tên lửa được phát triển tại Kiev trong khi hệ thống nhắm dẫn đường được phát triển tại Minsk. Nó được thiết kế với mục đích tiêu diệt các loại xe bọc thép trong khoảng các từ 100 đến 5000 m với khả năng xuyên 800 mm giáp thép đồng nhất nằm sau giáp phản ứng nổ.

## Thiết kế
Skif được thiết kế dưới dạng một hệ thống chiến đấu gồm bệ chống ba chân, ống phóng tên lửa, hệ thống nhắm R-2. Sau khi phóng tên lửa sẽ bay từ nơi phóng đến nơi được chỉ điểm. Điểm đặc biệt là quỹ đạo bay của tên lửa, nó sẽ bay lên độ cao 10 m phía trên đường ngắm và sau đó sẽ đâm xuống mục tiêu ở giai đoạn cuối. Chùm laser hướng dẫn được chiếu vào đuôi của tên lửa để truyền dữ liệu chứ không phải chiếu vào mục tiêu.
Bệ chống ba chấn của hệ thống có thể được điều khiển từ xa trong khoảng 50 m để giảm nguy cơ cho các pháo thủ cũng như có thể vận hành nhiều hệ thống cùng một lúc. Hệ thống nhắm có thể dùng ảnh nhiệt để sử dụng trong nhiều loại điều kiện thời tiết với chế độ 8x và 16x. Sau khi mục tiêu đã bị khóa thì hệ thống sẽ tự động bám theo mục tiêu mà không cần pháo thủ điều chỉnh gì hơn.
Tên lửa sử dụng đầu đạn nổ lại với hai khối thuốc nổ lõm, một khối phía trước nhỏ hơn một chút so với khối phía sau. Loại đầu đạn này hiệu quả với loại giáp phản ứng nổ hay giáp dạng lưới.